# Bibury
Bibury is een civil parish in Gloucestershire met 627 inwoners (2011). Het is gelegen aan de Coln, ongeveer 10,5 km ten noordoosten van Cirencester.
Bibury ligt in de Cotswolds en werd door William Morris, de voorman van de Arts-and-craftsbeweging, omschreven als het mooiste dorp in Engeland. Grote bekendheid geniet de Arlington Row: in deze honingkleurige 17de-eeuwse stenen huisjes met steil hellende daken woonden vroeger wevers. De doeken die zij maakten werden in de nabijgelegen Arlington Mill verwerkt tot vilt. Deze molen herbergt nu een streek- en landbouwmuseum. De Arlington Row is afgebeeld in de Britse paspoorten en is nagebouwd in Mini-Europe in Brussel.
De anglicaanse parochiekerk van Saint Mary is van Saksische origine met latere toevoegingen.
De rivier de Coln, die langs de hoofdstraat stroomt, zorgt voor de watervoorziening van een forellenkwekerij die jaarlijks ongeveer 10 miljoen regenboogforellen voortbrengt.
In 1880 werd toevallig een Romeinse villa ontdekt. Er werd enig Romeinse aardewerk en wat munten gevonden en resten van mozaïekvloeren.